# 大橋幡岩
大橋 幡岩（おおはし はたいわ、1896年3月17日 - 1980年12月23日）は、日本のピアノ調律師・ピアノ製造技師である。

## 人物・略歴
1896年、静岡県磐田に生まれ、1909年に日本楽器製造株式会社（現・ヤマハ株式会社）に入社。ピアノ技術者の始祖といわれる山葉直吉の弟子となる。日本楽器在職中はピアノ研究所長などを歴任したが、1937年には小野ピアノ製作所の工場長に就任し、ホルーゲル（HORUGEL）ピアノの設計と製作にあたる。
1948年に浜松楽器製作所役員に就任し、ディアパソン（DIAPASON）の第1号を完成させた。1958年、大橋ピアノ研究所を設立し、「オオハシ」（OHHASHI）のブランドで製作する。
1980年、84歳で死去。

## その他
大橋ピアノの最後の一台は今出川ハンマー製作所の社長である今出川寛に送られ、同社の事務所内に置かれている。